# Отони
Отони́ (греч. Οθωνοί), также Фано́с (Φανός, итал. Fanò) — остров в Греции. Входит в острова Диапонтии-Ниси в составе Ионических островов. Находится северо-западнее острова Керкиры и является самой западной точкой Греции. Площадь Отони 10,444 км², протяжённость береговой линии — 17 километров. Высочайшая точка — гора Имеровигли высотой 393 м над уровнем моря. Входит в общину (дим) Центральная Керкира и Диапонтии-Ниси в периферийной единице Керкира в периферии Ионические острова. Население 392 жителя по переписи 2011 года. Площадь сообщества 10,078 квадратного километра.
Крупнейшее поселение и порт острова — деревня Амос, расположенная на юге острова. На острове есть маяк.
В древности назывался Офрон (Отронос, др.-греч. Όθρωνός, лат. Othronos). По Гесихию вождь абантов Элефенор, изгнанный с родного острова Эвбеи за нечаянное убийство деда Абанта, после падения Трои бежал на остров, но затем по Ликофрону бежал с Офрона на эпирское побережье, «спасаясь от борьбы со злыми змеями». Возможно, под «злыми змеями» имеются в виду Эринии. По гипотезе австрийского филолога-классика Хольцингера, переводчика Ликофрона остров назывался Офиусса (др.-греч. Οφιούσα — Змеиный остров, от όφις — змея), что не подтверждено античными свидетельствами. Максимилиан Майер также на основе предания о змеях связывает название Офрон с мифическим Орфом.
В XIX веке остров был административным центром общины Диапонтии-Ниси, в состав которого также входили соседние острова Матракион и Эрикуса. Большинство жителей острова являются потомками жителей острова Пакси, расположенного южнее Керкиры, которые были сюда переселены во времена Венецианской республики.
Пещера недалеко от пляжа Аспри-Амос (Άσπρη Άμμος «белый песок») традиционно считается местом, где Калипсо удерживала Одиссея.

## Население
| Год  | Население, человек |
| ---- | ------------------ |
| 1991 | 124                |
| 2001 | 340                |
| 2011 | ↗ 392              |